# Cláudia Pereira
Claudia Pereira nasceu em 20 de fevereiro de 1976 (49 anos), em Joane, concelho de Vila Nova de Famalicão. Começou a correr aos 13 anos no Sporting de Braga, tendo representado também entre outros clubes, o FC Porto, o JOMA, o Salgueiros e o GFD Running, seu atual clube.
Destacou-se desde cedo, tendo-se sagrado campeã nacional universitária de Corta-mato pela AAU Minho, e campeã nacional de Corta-mato Curto por equipas pelo seu clube. No seu palmarés, tem ainda o título de campeã nacional de Pista Coberta nos 1.500 m, uma medalha de ouro nos 10 km estrada dos Jogos da Lusofonia de 2014 disputados em Goa e foi vice-campeã nacional de estrada em 2014. Na maratona de Amesterdã disputada em 2014, foi a melhor atleta europeia com 2.37.13. Tem vencido inúmeras provas de estrada.

## Cláudia Pereira conquista o sexto ouro para atletismo
Cláudia Pereira conquistou esta segunda-feira a medalha de ouro na prova de 10 km estrada nos Jogos da Lusofonia, em Goa, permitindo a Portugal fechar a participação no atletismo com seis medalhas – três de ouro e três de bronze.
A atleta portuguesa subiu ao lugar mais alto do pódio, depois de terminar a corrida em 34.39,24 minutos, deixando para trás a atleta angolana Ernestina Maria Paulino (35.16,88) e a indiana Swati Haridas Gadhave (35.35,40).
Na prova masculina, Bruno Albuquerque ficou em quinto, com o tempo de 30.44,39. O angolano Alexandre João foi primeiro (30.20,20), seguido do compatriota Francisco Wehunga Caluvi, enquanto Euclides de Oliveira Varela e Ruben Pascal Sanca, ambos de Cabo Verde, terminaram em terceiro e quarto lugar, respetivamente.
Portugal esteve representado por oito elementos no atletismo, modalidade em que arrecadou seis medalhas, de um total de 36 conquistadas nos Jogos da Lusofonia, que decorrem em Goa até 29 de janeiro.

## Cláudia Pereira (JUMA) vice campeã nacional de estrada
Realizou-se no domingo, dia 12, na cidade alentejana de Elvas, o Campeonato Nacional de Estrada promovido pela Federação Portuguesa de Atletismo, competição que teve o apoio da autarquia elvense, e que se destinou a apurar os campeões nacionais individuais e colectivos 2013/2014, no sector de seniores, sub23 e juniores, tanto no sector masculino, como no feminino.
Dos representantes concelhios, a nota de maior destaque vai para a atleta da Juventude Operária de Monte Abraão (JOMA), Cláudia Pereira que se sagrou vice-campeã nacional ao posicionar-se no 2.º lugar, atrás de Dulce Félix (Benfica) e à frente de Carla Martinho (ADERCUS). A vencedora gastou 33 minutos e 44 segundos nos 10 km do traçado, e a representante sintrense, 34:22’. A atleta da JOMA que este ano faz a sua estreia com o emblema do clube da cidade de Queluz depois de se ter notabilizado no SC Braga e FC Porto, está de novo ao seu melhor nível, agora sob orientação de Carlos Freitas, que também representa a JOMA competindo nos escalões de veteranos.